# Pouydesseaux
Pouydesseaux, occitan Poi de Sauç, là một xã, thuộc tỉnh Landes trong vùng Nouvelle-Aquitaine. Xã này có diện tích 34,09 kilômét vuông, dân số năm 2006 là 829 người. Xã này nằm ở khu vực có độ cao trung bình 122 mét trên mực nước biển.

## Biến động dân số
| Năm | 1962 | 1968 | 1975 | 1982 | 1990 | 1999 | 2006 |
| --- | ---- | ---- | ---- | ---- | ---- | ---- | ---- |
| Dân số | 427  | 488  | 489  | 467  | 616  | 624  | 829  |
| From the year 1962 on: No double counting—residents of multiple communes (e.g. students and military personnel) are counted only once. |      |      |      |      |      |      |      |